# Jörg Rodenwaldt
Jörg Rodenwaldt (* 24. August 1954 in Celle, Niedersachsen) ist ein deutscher Autor.

## Leben
Er promovierte in Volkswirtschaft an der Freien Universität Berlin. Nach seinem Studium war er als Gastforscher am Sozialwissenschaftlichen Institut der Universität Tokio und anschließend am Ostasiatischen Seminar der FU tätig.
Später arbeitete er im Finanzbereich und viele weitere Jahre im asiatisch-pazifischen Raum für Unternehmen, bevor er sich als Berater, Dozent und Autor selbständig machte.
Rodenwaldt veröffentlicht Bücher und Artikel zu finanzspezifischen und asienrelevanten Themen und ist kommunalpolitisch aktiv.

## Publikationen
- Jörg Rodenwaldt: Das Zulieferwesen in der japanischen Industrie am Beispiel des Druckgewerbes. In: Berliner Beiträge zur sozial- und wirtschaftswissenschaftlichen Japan-Forschung. Band 19. Studienverlag Dr. N. Brockmeyer, Bochum 1987, ISBN 978-3-88339-573-9, S. 1–276.
- Jörg Rodenwaldt: Mit Asienkrise steigen Finanzierungspreise. In: China Contact – Neue Finanzierungsformen im China-Geschäft. 1998, S. 6.
- Jörg Rodenwaldt: Finanzierungen im Chinageschäft. In: Wirtschaftshandbuch China – Steuerrecht, Finanzierung, Handels- und Zollbestimmungen. Band 4. DEG, Köln 1999, S. 17.
- Jörg Rodenwaldt: Investitions- und Außenhandelsbedingungen. In: Gunther Schilling (Hrsg.): Länderanalyse VR China/Hongkong. F.A.Z.-Institut, Frankfurt am Main 1999, S. 26–27.
- Jörg Rodenwaldt/Thomas Menzel: Krisensicher Investieren. Abera Verlag, Hamburg 2010, ISBN 978-3-934376-90-8.
- Jörg Rodenwaldt/Thomas Menzel: Asset Allocation. Campus Verlag, Frankfurt 2012, ISBN 978-3-593-39458-9.
- Jörg Rodenwaldt/Thomas Menzel: Mehr Mut für Privatanleger – Sicher und souverän durch Finanz- und Zinskrisen. 1. Auflage. Amazon E-Book, Warschau 2018, ISBN 978-1-5218-3205-9.
- Jörg Rodenwaldt/Thomas Menzel: Rohstoffe als attraktive Investition für chancenorientierte Anleger. In: T. Klußmann und C. Schreiber (Hrsg.): Maximale Rendite. 5. Auflage. Band 1. Digital Beat GmbH, Köln 2021, ISBN 978-3-947473-15-1, S. 140–151.
- Jörg Rodenwaldt, Alexis Stanimiroudis: Tourismus zwischen Taiwan und China: Brücke oder Hindernis für kulturellen und politischen Dialog? Deutsche Gesellschaft für Asienkunde e. V., 30. Juni 2025, abgerufen am 23. Juli 2025 (Vorabveröffentlichungen aus ASIEN 170/171).